# Kuremäe
Kuremäe est un village de 404 habitants de la Commune de Illuka du Comté de Viru-Est en Estonie. 
Son couvent a été fondé en 1891 et quelque 150 religieuses y vivent aujourd'hui.